# 郭玉恩
郭玉恩（1917年—1996年），山西平顺人，中华人民共和国政治人物。
当选劳模。山西平顺川底村农业生产合作社主任。1954年，当选第一届全国人民代表大会代表。